# Voigtländer
Voigtländer – niemiecka firma optyczna założona w Wiedniu w 1756 r. przez Johanna Christophera Voigtländera, jest jedną z najstarszych firm produkujących obiektywy. Była pierwszą firmą produkującą słynne obiektywy Petzvala.
Firma przestała istnieć w 1973 roku, gdy została przejęta przez firmę Rollei. Aktualnie właścicielem marki jest RINGFOTO GmbH & Co. ALFO Marketing KG. Jednak firmą, która produkuje obiektywy pod szyldem Voigtländera od 1999 roku jest Cosina.
Pod marką Voigtländera powstają obiektywy do lustrzanek, aparatów dalmierzowych oraz bezlusterkowców.

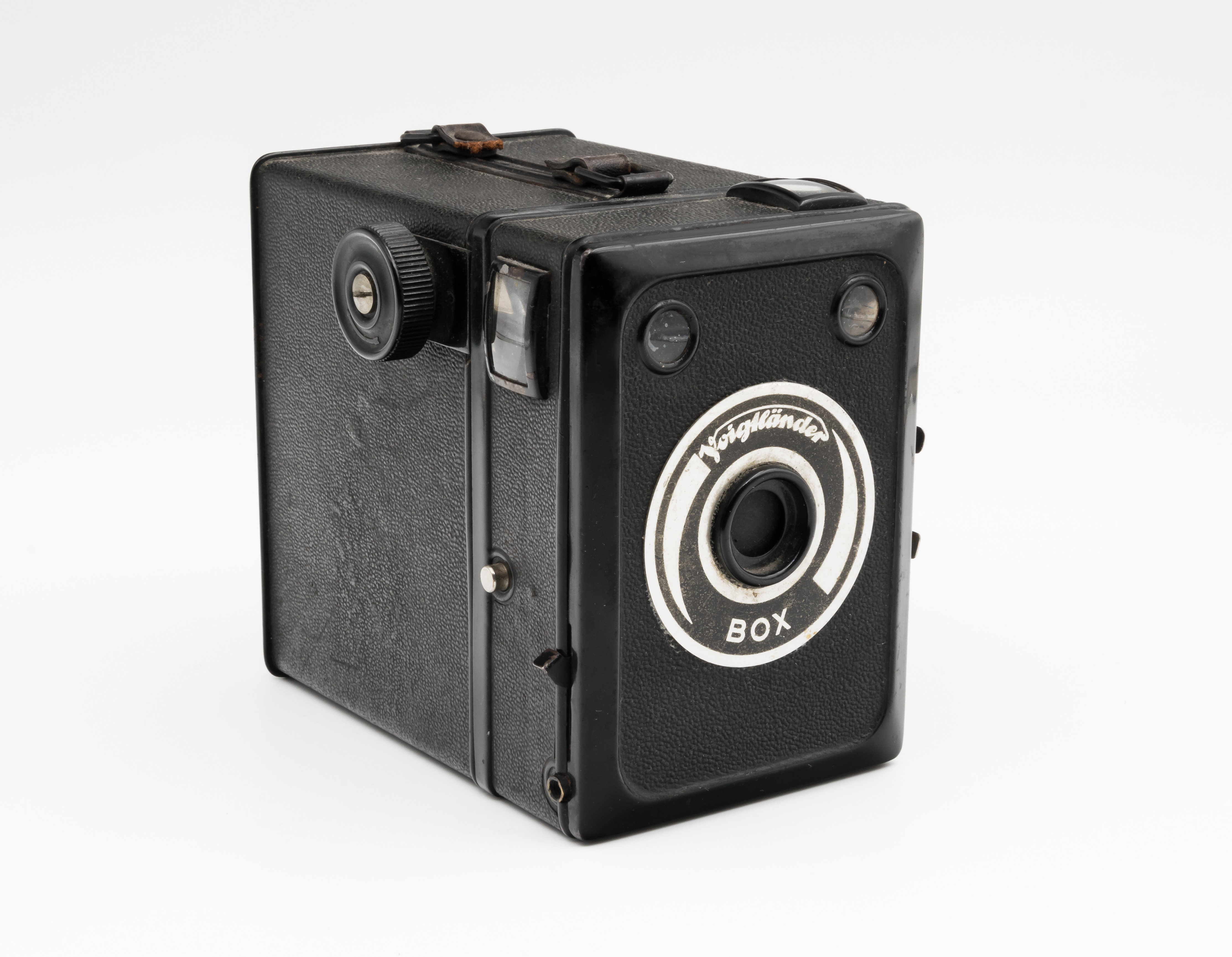
Aparat skrzynkowy Voigtländer Box